# ۲۵ ژوئن
۲۵ ژوئن صد و هفتاد و ششمین (در سال‌های کبیسه صد و هفتاد و هفتمین) روز سال در گاه‌شماری میلادی است. ۱۸۹ روز تا پایان سال باقی‌است.

## رویدادها
- ۱۶۷۸ - کسب مدرک دکترا در رشته فلسفه توسط النا کورنارو پیسکوپیا از دانشگاه پادوا به عنوان نخستین زن در تاریخ
- ۱۷۲۳ - تصرف باکو توسط امپراتوری روسیه
- ۱۷۴۱ - تاج‌گذاری ماریا ترزا به عنوان فرمانروای مجارستان
- ۱۹۴۱ - جنگ جهانی دوم: نیروهای آلمانی در طی عملیات بارباروسا شهرهای دوبنو و لوتسک در اوکراین را به تصرف خود درآوردند.
- ۱۹۴۱ - جنگ جهانی دوم: ورود فنلاند به جنگ با شوروی و آغاز جنگ پس‌آیند
- ۱۹۵۰ - آغاز جنگ کره
- ۱۹۷۵ - استقلال موزامبیک از پرتغال
- ۱۹۹۱ - آغاز فروپاشی یوگسلاوی با اعلام استقلال اسلوونی
- ۱۹۹۳ - کیم کمپبل نخستین نخست‌وزیر زن کانادا شد.
- ۱۹۹۶ - بمب‌گذاری برج‌های خبر

## زادروزها
- ۱۹۰۳ - جرج اورول، رمان‌نویس، مقاله‌نویس و منتقد بریتانیایی (د.۱۹۵۰)

## درگذشت‌ها
- ۲۰۰۹ - مایکل جکسون، خواننده-ترانه‌سرا، تهیه کننده، رقصنده و بازیگر آمریکایی (ز. ۱۹۵۸)

## مناسبت‌ها
- روز معلم در گواتمالا